# Magyar könnyűzene
A könnyűzene az egyik legfiatalabb művészeti ág. Hogy mennyi idős pontosan, annak több értelmezését is ismerjük: sokak szerint a második világháború utáni évtizedben született meg, és a tévé segített rá – de akár a rádió megszületéséhez és a kabarék virágkorához is köthetjük.

## Története

### Kialakulása
A könnyűzene műfaja, és maga a kifejezés is, az 1830-as években alakult ki, a szórakoztató zene szinonimájaként, főleg a párizsi mulatókban és kabarékban alakult ki. A magyar könnyűzene a 19. század derekán jött létre. Forrásai a nyugati, elsősorban német, francia, olasz dalok voltak, de merített az operettből, a sanzonból, a lokálok, revüszínpadok, kabarék kupléiből és – nem kis részben – az új média, a dalok nélkül elképzelhetetlen romantikus hangosfilmek melódiáiból. A népszerű dalokat gramofonon lejátszható bakelit hanglemezen is kiadták, megjelentek a slágerek. Az I. világháború után terjedni kezdett Európában az amerikai jazz, ami felfrissítette a magyar könnyűzenét is. A „jazz” szó akkoriban úgy általában a nyugati tánczenét jelentette. A beköszöntő szvingkorszak, a divatba jött  modern táncok (tangó, charleston, shimmy, foxtrott, onestep, szving) együtt jártak az új tánczenével, az új életérzéssel, a testhez való új viszonnyal és a női emancipációval. Volt olyan, hogy egy-egy botrányosnak minősített új táncot hatóságilag betiltottak. A kávéházi cigányzene egyre jobban visszaszorult, de a nacionalista, irredenta politikai erők felkarolták azt mint „igazi magyar zene”. Az új találmányok, a rádió és a filmek segítették a könnyűzene terjedését. Első nagy sztárjai is a filmekből kerültek ki: Karády Katalin, Jávor Pál, Gózon Gyula, Tolnay Klári. A filmdalok hatalmas sikereket arattak, sokszor a film sikerességében is döntő szerepet játszottak („Ez volt a vesztem”, „Hallod-e Rozika te…”, „Egy csók és más semmi”, „Köszönöm, hogy imádott”, „Pá, kis aranyom…”, „Meseautóban”). Sok színész a kabarékban aratta sikereit, azután dalaikat a rádió népszerűsítette. Közkedvelt profi énekes volt az 1920-as években Sebő Miklós, az 1940-es években Kelly Anna.

### 1950-es évek

#### Tánczene
A második világháború után az ún. tánczene vette át a könnyűzene szerepét: Ákos Stefi, Breitner János, Géczy Dorottya, Hollós Ilona, Kazal László, Zsolnai Hédi és mások arattak országos sikereket, a rádióból a Szív küldi szívesen című dalküldő és kívánságműsorban az ő dalaikat kérték. A „szocialista” filmek is ontották a slágereket („Egy boldog nyár Budapesten”, „2x2 néha 5”, „Egy Duna-parti csónakházban” stb.). Az ötvenes évek elején Rákosi-korszakban a kommunista munkásmozgalmi dalokra és a szovjet hatásra létrejött, csasztuskákra emlékeztető dalok is megjelentek a rádióban, filmekben („Mint a szélvész száll a gépünk”). Az ötvenes évek elejének hidegháborús korszakában éles ideológiai viták folytak a sajtóban a slágerekről, az amerikai dzsessz és blues, illetve előadóik jellemzően nemkívánatosak voltak. Elítélő cikkek sora jelent, meg amikor megemlítették őket. („ritmusorgia”, „kakofónia”, „erotikus, idiotisztikus szövegek”). Nyugati lemezek elsősorban a külföldet járó sportolók révén kerültek be az országba – illegálisan.

### 1960-as évek

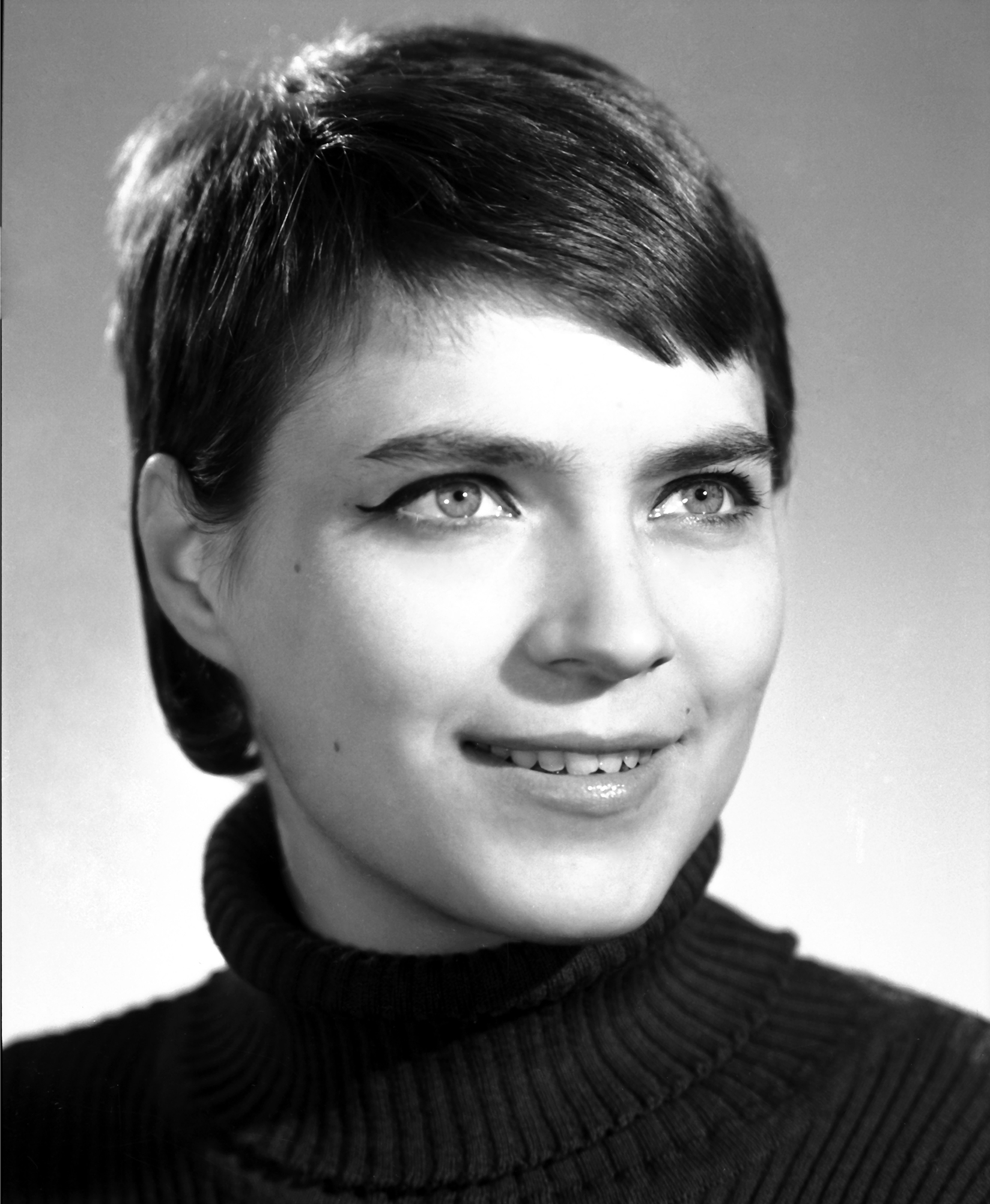
Kovács Kati az 1960-as években

Az 1960-as években megújult a tánczene; a korszak új szerzői Bágya András, Behár György, Fényes Szabolcs, Gyulai Gaál János, Nádas Gábor, új énekesei pedig Mikes Éva, Németh Lehel, Kovács Erzsi, Koós János, Korda György, Sárosi Katalin, Vámosi János, Toldy Mária, Záray Márta. Néhány előadó külföldi számok előadásával is próbálkozott, azonban a korabeli kultúrpolitika legfeljebb az olasz–francia, esetleg német slágereket engedélyezte. Külföldi énekesek is kezdtek vendégszerepelni Magyarországon: Vico Torriani, Yves Montand. A táncdalok iránti érdeklődést a Magyar Rádió naponta sugárzott tánczenei műsorokkal, a Magyar Televízió pedig a legendás Táncdalfesztiválok sorozatával igyekezett kielégíteni. A rendezvényeket egy későbbi elemző írás "össznépi giccsparádénak" nevezi. A minta az egyébként is preferált olasz tánczene hasonló seregszemléje, a sanremói Dalfesztivál volt. Az első Táncdalfesztivált 1966-ban rendezték meg. A rendezvény országos közfigyelem jegyében zajlott, de az Illés-együttes, a hazai „beat” reprezentánsa, hatalmas botrányt keltett a „Még fáj minden csók” című számmal, és szintén óriási port kavart a verseny győztese, Kovács Kati a beat-korszak egyik emblematikus énekesnője „Nem leszek a játékszered” című dalával, aki már az előző évi Ki mit tud?-ot is megnyerte. A fesztiválok új, fiatal táncdalénekeseket hoztak a felszínre: Ambrus Kyri, Fenyvesi Gabi, Harangozó Teri, Kovács József, Mary Zsuzsi, Szécsi Pál, Poór Péter stb. A budapesti fiatalok kedvelt szórakozóhelye az 1961-1984 között üzemelt Ifipark volt.

#### Beat zene

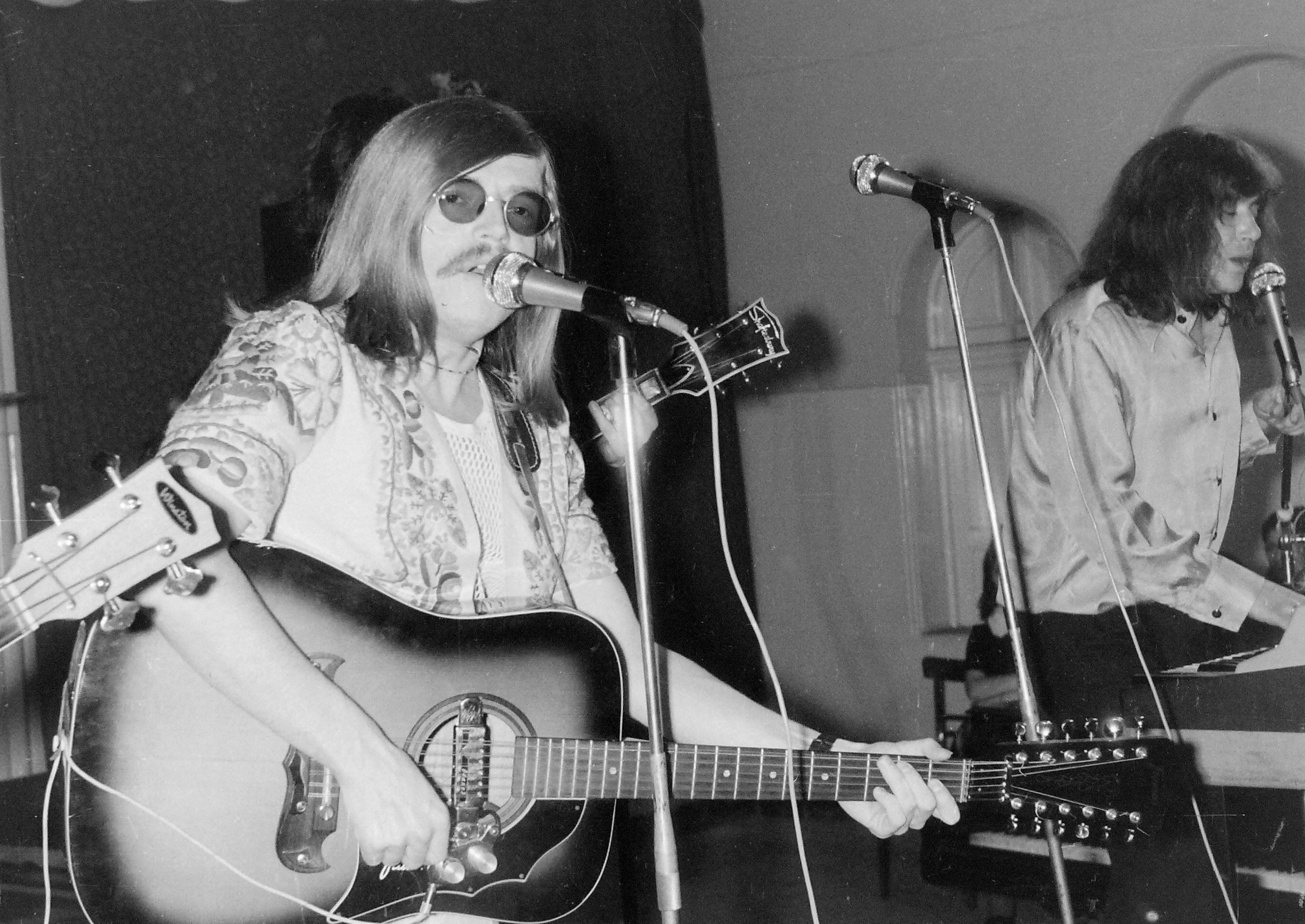
Az Illés-együttes 1970-ben. A képen Szörényi Levente és Illés Lajos

A békés egymás mellett élés meghirdetése – bár országonként különböző mértékben – teret engedett a „nyugati” zenének a keleti blokk országaiban is. A Kádár-korszakot jellemző, Aczél György-féle TTT kultúrpolitika „tiltjuk” kategóriájából lassanként „tűrjük” kategória lett Magyarországon is. 1956 után a Szabad Európa Rádió keletre irányuló adásaiból és a luxemburgi rádió adásaiból egyre több akkori nyugati zenét lehetett megismerni. Ám mivel az adásokat műszaki eszközökkel zavarták, ez sokáig lehetetlenné tette a jó minőségű magnófelvételek készítését. Jellemző, hogy a Magyar Rádiónak az 1960-as években megindított adása, Komjáti György műsora, a „Csak fiataloknak” címet viselte ami később – többek között – Ambrus Kyri által vezetett „Magnósok, figyelem!” műsorral is bővült.
A hagyományos táncdalok a rockzene elterjedésével, annak egyre inkább elfogadottá válása után háttérbe szorultak. A terepet – ellentmondásos egymás mellett élés után – a magyar populáris rock, a beat vette át. Az 1960-as évek közepén bizonyos fokú ideológiai enyhülése közepette a vasfüggöny mögött is megalakultak és hamar népszerűbbekké váltak a hivatalosan beat zenét játszó együttesek. A korszak neves reprezentáns triója: Illés, Metró, Omega és a három énekesnő: Koncz Zsuzsa, Kovács Kati, Zalatnay Sarolta. Több – a rajongóik között legendássá vált – együttes és előadó nem jutott a szélesebb nyilvánosság elé (Scampolo, Kex, Radics Béla), néhányan csak később váltak országosan ismertté. Az utat az Illés-együttes törte, akik az első Táncdalfesztiválon még országos botrányt okoztak, az 1968-ason azonban már szinte minden díjat elvittek („Amikor én még kissrác voltam”). 1967-ban készült az első beatzenés film, az Ezek a fiatalok.

### 1970-es évek

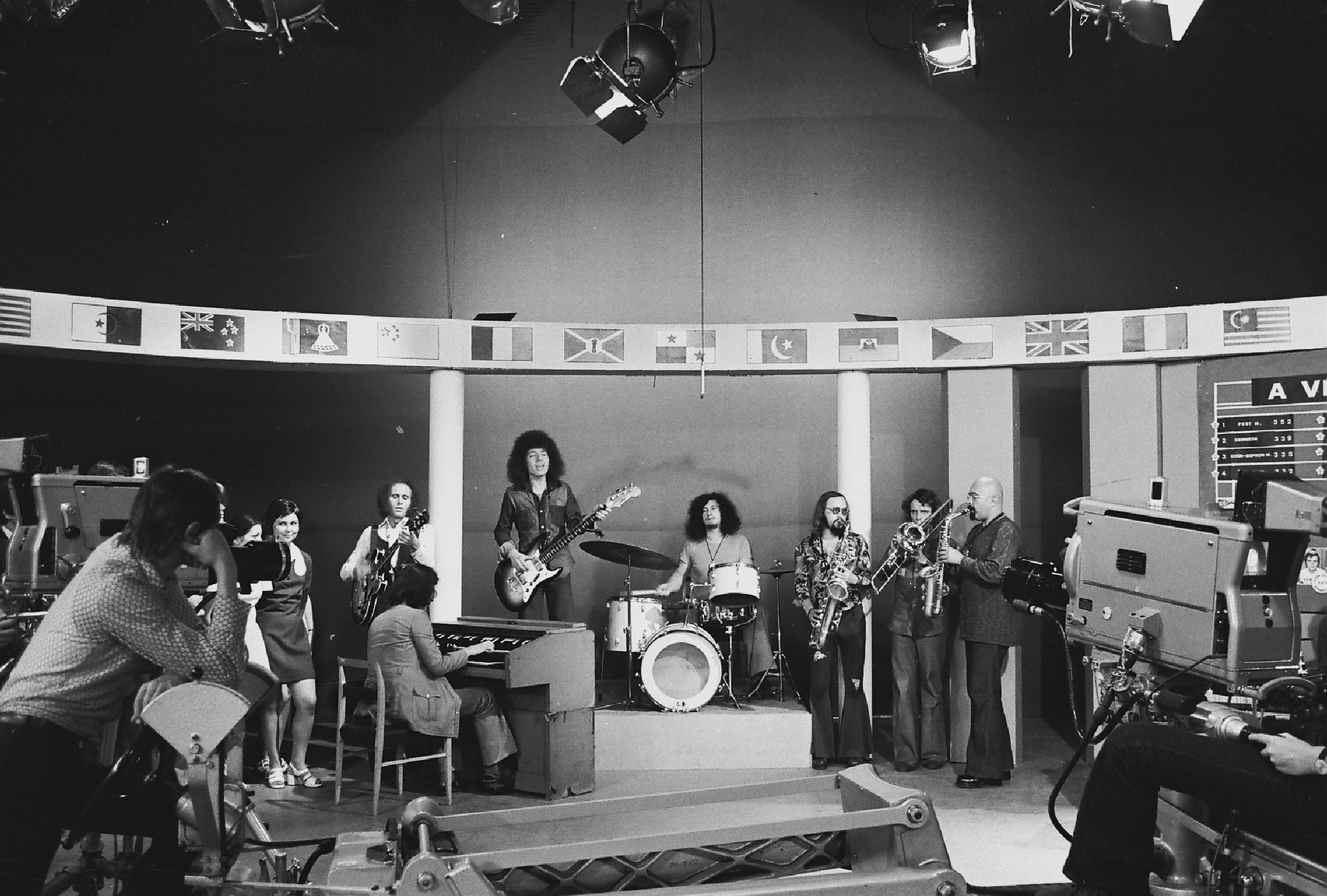
A Bergendy-együttes a Magyar Televízió stúdiójában 1976-ban

A magyar rockzene végérvényesen csatát nyert, képviselői a szocialista országokban ünnepelt sztárok voltak. Újabb zenekarok sora alakult, az Illés, a Metro és az Omega mellett sikerrel szerepeltek az Atlantisz, Juventus, Corvina, Tolcsvayék stb. Ugyanakkor a kultúrpolitika továbbra is igyekezett elejét venni az ifjúsági szubkultúrák burjánzásának, csatornázni a rockzenei igényeket, így az 1970-es évek közepén több kiadásban is napvilágot látott egyfajta ajánlás a könnyűzenei rendezvények és helyszínek szervezői-üzemeltetői részére. A jazz-, pop- és beatzene (a "rock" akkoriban a hivatalos szóhasználatban még kerülendőnek számított), a táncos rendezvények, magnósklubok stb. tudnivalóit külön kiadvány foglalta össze a Népművelési Propaganda Iroda kiadásában.
Voltak azonban olyan progresszív zenét játszó, ámde a kultúrpolitika ízlésének nem megfelelő formációk, amelyek működését éppen csak eltűrték, de a reflektorfényre nem számíthattak (Tűzkerék, Dogs, Liversing). A beatkorszak lezárásaként értékelhető az 1973-ban Miskolcon, a diósgyőri DVTK-stadionban megrendezett egész napos rockfesztivál. A műsorban egymást váltva léptek fel a hazai klasszikus rockzenei szféra ismertté vált szereplői, a Illés köré csoportosult KITT egylet, a Non-Stop, az M7, a V'73, Delhusa Gjon, P. Mobil, Bergendyék, a Generál és nagyon sokan mások.

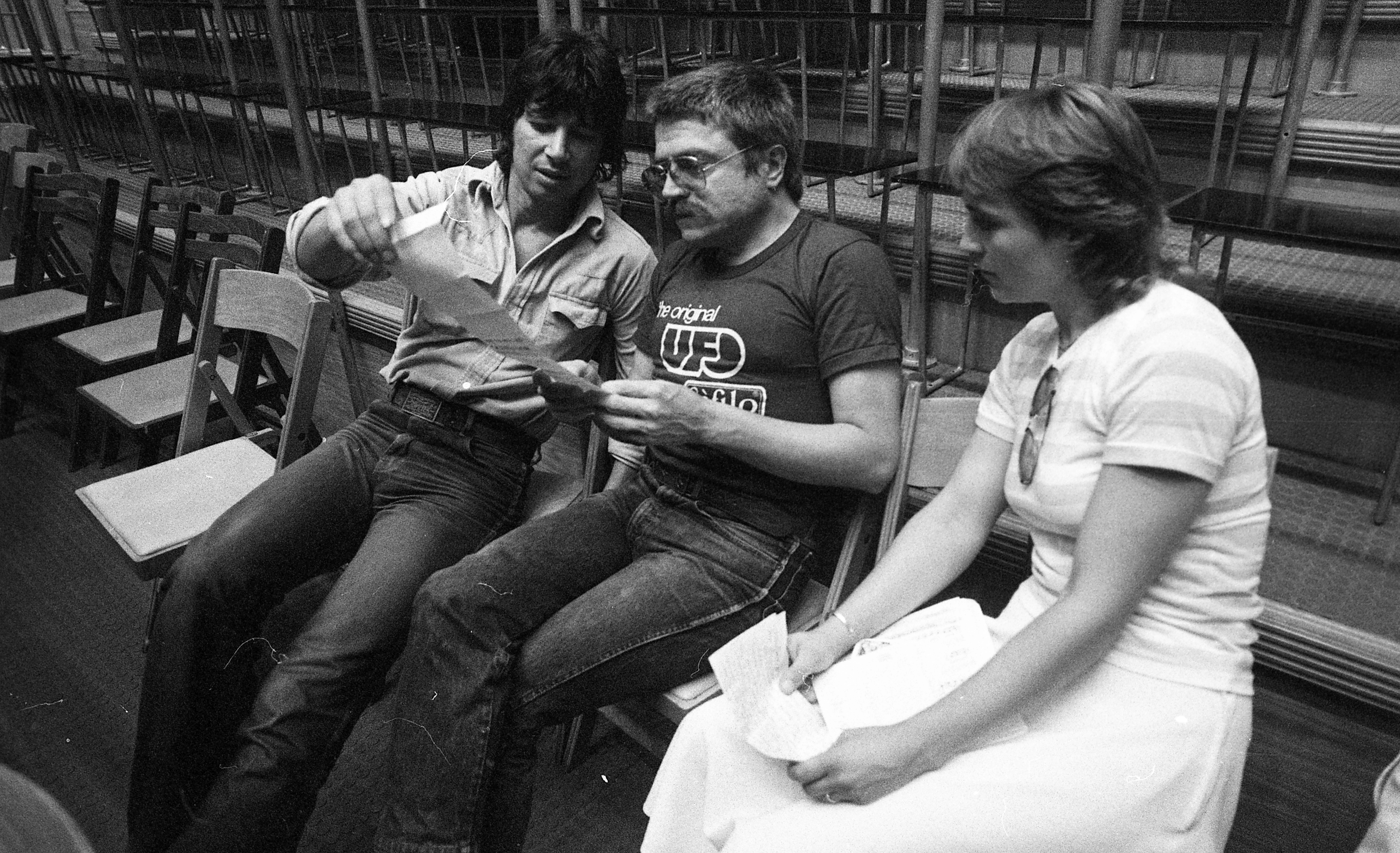
Bródy János, Szörényi Levente és Kovács Kati 1978-ban

A monopolhelyzetben lévő Magyar Hanglemezgyártó Vállalatnál Erdős Péter hajtotta végre a párt politikai irányelveit és gyakorolta a cenzúrát.
Neves énekesek többek között: Máté Péter és Szűcs Judith. Az évtized végén a megtűrt kemény rock (például: Karthago) mellett a támogatott Lokomotiv GT a lírikus rock, a Neoton Família a diszkó stílusú slágereivel vált népszerűvé.

### 1980-as évek

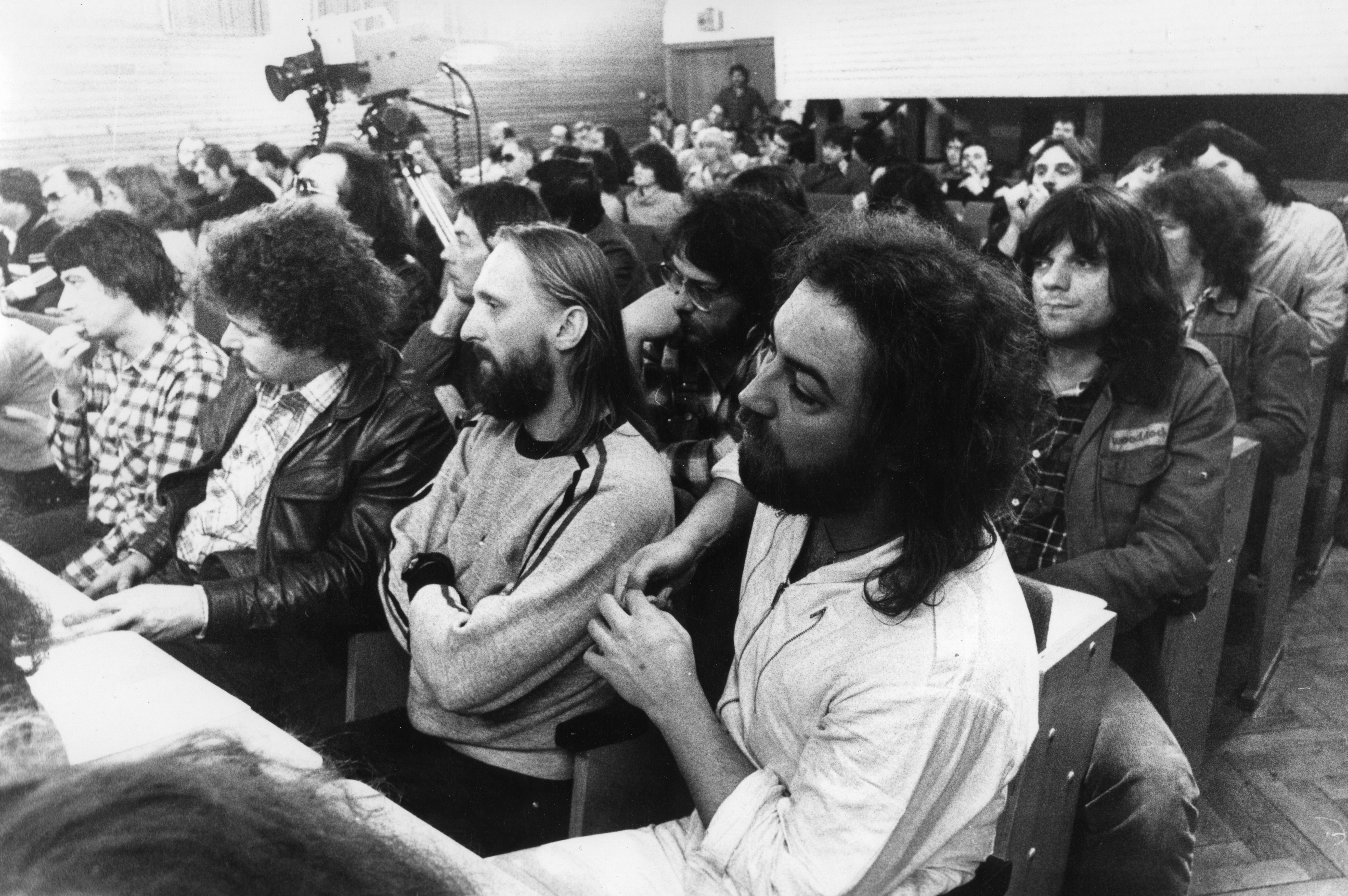
Tata, magyar könnyűzenészek központi szervezésű találkozója az akkori állami vezetőkkel 1981-ben. Bródy János, Várkonyi Mátyás, Benkő László, Molnár György, mögöttük Freinreisz Károly, Sztevanovity Zorán, Presser Gábor, Földes László (Hobó), bal oldalon, szemüvegben S. Nagy István, hátrább, a kamera mögött a szélen Som Lajos

Az 1980-as évek elején folytatódott a diszkó irányzat sikere, amelyet változatlanul a Neoton Família neve fémjelzett elsősorban. A Pásztor-Jakab-Hatvany szerzőtrió saját dalai (Santa Maria, Kétszázhúsz felett, Tini-dal, Holnap hajnalig, Nyár van, Yo-yo stb.) mellett külföldi slágereket is sikerre vittek, pl. az itthon is nagyon népszerű Sandokan tévésorozat zenéjét (Guido és Maurizio de Angelis szerzeménye) vagy Nicole eurovíziós győztes dalát, Ralph Siegel szerzeményét (Ein bißchen Frieden, magyarul: Egy kis nyugalmat).

#### Hungária
Az évtized elejének másik nagy dobása a populárisabb irányzatok között az új stílussal (rockabilly, rock and roll) jelentkező Hungária együttes volt, amely az 1950-es évek amerikai popkultúrája iránti nosztalgiahullámot (Angliában: Shakin' Stevens, Matchbox együttes) képviselte Magyarországon. 1980-as Rock and Roll Party és 1981-es Hotel Menthol című nagylemezük fergeteges siker lett. 1981-ben Limbó hintó című dalukkal megnyerték a Táncdalfesztivált, emellett számos, máig népszerű slágert írtak (Rock and Roll Party, Multimilliomos jazzdobos, Csókkirály, Ciao Marina, Micsoda buli, Hotel Menthol, Casino Twist stb.). 1982-től a zenekart belső feszültségek feszítették szét, előbb Szikora Róbert dobos-énekes hagyta ott a csapatot, megalapítva az R-Go-t (helyébe két fiatal tag, Flipper Öcsi énekes és Zsoldos Dedy dobos csatlakozott), majd egy külföldi turnéval kapcsolatos vita miatt Fenyő Miklós mindenkit elbocsátott ("tudomásul vette a kilépésüket"). A volt tagok 1983-tól Dolly Roll néven folytatták (könnyedebb, olaszosabb stílusban, Flipper Öcsivel és Dollyval a "frontvonalban"), Fenyő pedig változó zenésztársakkal és stílusokkal próbálkozott az évtized végéig, majd az 1990-es évek közepétől (1994-es A Fenyő album) mindmáig nagysikerű szólókarriert épít.

#### Új hullám
Magyarországon az akkor uralkodó politikai viszonyok miatt a new wave-mozgalom sajátos formája alakult ki. A kultúrpolitika tiltotta a punkot, ezért a legtöbb együttestől lemezfelvétel híján csak néhány rossz állapotú demó maradt fenn. Az 1980-as évek legjelentősebb honi zenekarai az jellegzetesen szintipop zenét játszó Első Emelet, a zenekari tagok saját bevallása szerint is 1985-88 között volt a csúcson. Öltözködésben, hajviseletben igyekeztek a nyugati előadókat másolni. (A korszakbeli elkülönülést hangsúlyozandó, a formáció a "kis generáció" tagjaként határozta meg magát.) Az R-GO zenekar is az új hullám hazai kiváló példája, náluk a külföldi előadók hatása nem érhető tetten kifejezetten markáns formában. Említsük még meg a Step együttest is, amit az Első Emelet és a Dolly Roll kivált zenészei alakítottak. Volt még új hullámos próbálkozás, a Kenguru együttest említhetjük Szigeti Ferenc alapításával, ahol Boros Csaba basszusgitározott. Itt erőteljes a Duran Duran, Kajagoogoo stb. zenekarok erőteljes hatása. A Bergendy-ből a kilépett Demjén Ferenc a V’Moto-Rock együttesben énekelt slágereket a Lerch István szerezte új hullámos dallamokra. Presser Gábor pedig az LGT mellett Katona Klárinak szerzett zenéket.
Az új hullám elnevezést eleinte összevissza vagy éppen tévesen használta a sajtó. Néha a hagyományosnak tekinthető rockzenét játszó együttesekre is ráhúzták, mint például az Eddára és a Piramisra.

#### Alternatív zenék
Voltak együttesek, akik lemezkiadási lehetőséghez jutottak, emiatt velük szemben mesterségesen keltett ellenséges hangulatot a közönség és más együttesek körében néhány újságíró (elsősorban S. J. és C. Gy.) azzal, hogy kitalálták és cikkeikben rájuk aggatták az "állami új hullám" bélyeget: KFT, GM49, Fórum, Prognózis stb. Igazából a Fórum inkább skát, a Prognózis rockzenét játszott. A valóságban például a közülük eredetiségével az irányzat meghatározó együttesévé váló KFT-t másokhoz hasonló módon próbálta ellehetetleníteni a kulturális vezetés, élén az monopol helyzetű Hanglemezgyárral. A sikerük annak volt köszönhető, hogy a megalakulásuk után szinte rögtön részt vettek a Magyar Televízió Tánc- és popdalfesztiválján, ahol Bábu vagy című számuk egyik napról a másikra a legkeresettebb együttessé tette őket. Bár a dal szövege enyhe politikai áthallásokat sejtetett, a népszerűség miatt már nem lehetett velük mit kezdeni. A Lemezgyár szerződést kötött velük, de lemezeiket szándékosan alig terjesztették (erről maga az akkori márkamenedzser nyilatkozott a Magyar Rádiónak), külföldi megjelenéseiket akadályozták, később másfél évre letiltották őket a Magyar Televízióból. Ők hívták meg Magyarországra a német Der Plan, az osztrák Drahdiwaberl és az olasz Bisca együtteseket.

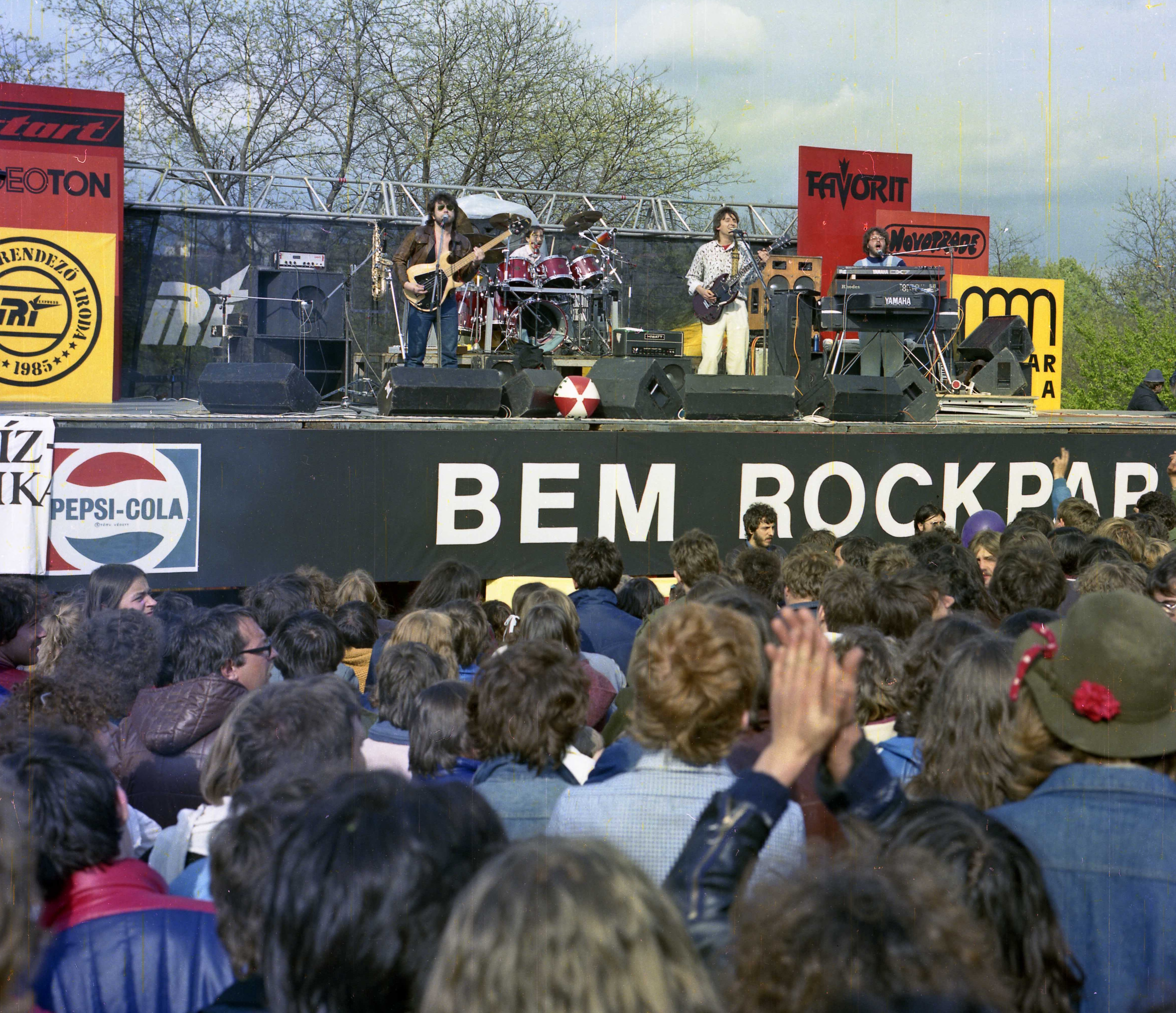
LGT-koncert a Tabánban 1985-ben

A legfontosabb magyar alternatív zenét játszó új hullámos együttesek közé tartozik a Bizottság, az URH, az Európa Kiadó, a Neurotic, a Kontroll Csoport, a Spions, a VHK, és a Balaton. Létezett néhány kultikus klub, egyetemi klub, ahol viszonylag rendszeresen felléptek az új hullámos együttesek és általában nagy sikerű telt házas koncerteket tartottak. Rövid idő után azonban szó szerint a föld alá kényszerültek, hiszen abszolút nemkívánatosak voltak a magyar zenei színtéren. Zenéjük csak néhány, általában rossz minőségű felvételen maradt meg.
Jellemző azonban a magyar zenei színtérre, hogy a punk és az új hullám – ellentétben például Lengyelországgal vagy Jugoszláviával – mindvégig a periférián maradt, a hazai fiatalok nagy része még az 1980-as évek közepén is a mainstream együttesekért rajongott. Ebben része volt a Magyar Hanglemezgyártó Vállalat, és valamennyire a beatkorszakban kibontakozott "nagy generáció" néhány zenészének is, akik az új hullámmal szembeni ellenérzésüknek hangot is adtak az 1981-es tatai rocktanácskozáson, amelyet egy évvel korábban megtartott Fekete Bárányok koncert miatt hívtak össze. (A koncerten fellépett a tűrt és tiltott kategóriába sorolt Beatrice, a P. Mobil és a Hobo Blues Band.)
Budapesten az Ifjúsági Park 1984-es bezárását követően az 1985-2015 között üzemelt Petőfi Csarnok vált rendszeres koncerthelyszínné. Az alternatív zenei kultúra központja pedig a legendás Fekete Lyuk nevű underground szórakozóhely lett.
Az 1980-as évek vége a terjesztésben is változást hozott: megjelentek az orsós magnetofonok helyett a kazettások, ezzel megdőlt a rádiók és a hanglemezgyárak zenei ízlésformáló monopóliuma. Az olcsó, másolható magnókazetták révén az emberek maguk is sokszorosítani, terjeszteni tudták a rádióból felvett vagy a hanglemezekről felvett zenéket. A kazettás magnók az autórádiókba is bekerültek, majd Nyugat-Európából magánszemélyek behozták a zenei és mozgásszabadságot egyesítő walkmaneket. Elterjedtek a kalózkiadványok.

#### Punkrock
A punkmozgalom hazai megjelenése 1978-ra tehető. Az első együtteseket főként középiskolás fiatalok alakították meg a nyugati előadók, például az angol Sex Pistols hatására. A CPg, az ETA, a Kretens, A tizedes meg a többiek, a QSS az Agydaganat és egyéb, dalszövegeikben a szocialista diktatúrát bíráló előadók tevékenységét a pártállam nem nézte jó szemmel. Lemezkiadásra nem volt lehetőségük, házi körülmények között vagy koncertjeiken felvett zenéjük többnyire magnókazettákon terjedt kézről kézre.
1983-ban a rendszert nyíltan becsmérlő CPg-t, amelyet a sajtóban igyekeztek az ekkoriban megjelenő rasszista skinhead mozgalommal is összefüggésbe hozni, közösség elleni izgatás vádjával bíróság elé állították és tagjait – a fiatalkorú basszusgitáros kivételével – letöltendő börtönbüntetésre ítélték, hogy ezzel példát statuáljanak mindenki számára. Kevésbé ismeretes, hogy 1984-ben egy Közellenség nevű együttes is hasonló sorsa jutott, rögtön az első (félbeszakított) koncertje után. 1985 táján a rendszer már kevésbé volt szigorú (habár az időközben szigorúan titkos minősítés alól feloldott dokumentumok szerint a mozgalom tagjaival kapcsolatban a hatóságok továbbra is adatokat gyűjtöttek, illetve esetenként nyomozást is folytattak 6 ), a Kretens még egy külföldi turnéra is lehetőséget kapott, melynek sikere bizonyíték arra, hogy tehetség terén a hazai punk zenészek sem feltétlenül maradtak el külföldi társaiktól.
A punk első hullámának az 1990-es rendszerváltás vetett véget. Az időközben felnőtté vált első generációs punkok ezután többnyire felhagytak a zenéléssel, bár némelyik együttes nagyjából egy évtized múltán ismét összeállt egy-egy nosztalgiakoncert erejéig.
A kilencvenes években bekövetkezett a mozgalom ideológiai átalakulása, mivel új ellenfélre talált a globalizáció és a fogyasztói társadalom képében. A mai magyar punkegyüttesek közé tartozik a Barackca, a Junkies, HétköznaPICSAlódások, a Fegyelmező Részleg, az Alvin és a mókusok, Auróra, a Kretens, a Rózsaszín Pitbull, a Hatóságilag TILOS, a Prosectura, a Hátsó Szándék, a C.A.F.B.. Eközben az underground kitermelte a punkon belüli ellenzéket is (Csermanek Lakótelep, Élettér-elmélet, Das kapital, A Csinovnyik halála, Csók és Könny, Tekintetes Úr, Büdösök stb), melyek az 1980-as évek megközelítési módját próbálják alkalmazni a jelen problémáira.

#### Heavy metal
Az 1980-as évek elején a brit heavy metal új hulláma Magyarországot is elérte. A nyugatról becsempészett bakelitkorongok hatására azonban 1981/82 táján megalakultak az első magyar heavy metal zenekarok, mint a Stress és a Pokolgép. Komoly ismertségre a Pokolgépnek sikerült szert tennie, mikor beneveztek az 1983-as Ki mit tud? vetélkedőre és megmutathatták magukat ország-világnak. Egyre növekvő népszerűségük hatására – valamint Nagy Feró (Beatrice) közbenjárására – a Hungaroton vezetői végül lemezszerződést kínáltak a csapatnak. A heavy metal műfaj első magyar nagylemeze a Pokolgép 1986-ban megjelent Totális metál című albuma volt.
A nyolcvanas évek második felében kissé tudathasadásos állapotban létezett a heavy metal Magyarországon. Miközben gombamód szaporodtak az új metálegyüttesek és a koncertekre ezrek voltak kíváncsiak, addig csupán a Pokolgépből kivált Paksi Endre által, 1986-ban alapított Ossian zenekar kapott lehetőséget lemezkészítésre a Pokolgép mellett. 1986-tól 1990-ig mindössze öt(!) heavy metal lemez jelenhetett meg (három Pokolgép- és két Ossian-album), ami a két zenekarnak hihetetlen népszerűséget biztosított, de igazán kibontakozni nem engedte a műfajt. Pedig a brit heavy metal követői után az Yngwie J. Malmsteen fémjelezte neoklasszikus power metal hazai képviselői, mint a Sámán, az Árkádok és a Classica is felbukkantak. Majd a Metallica sikerei nyomán a nyolcvanas évek végén sorra alakultak a thrash metal zenekarok, mint az Undertaking, az Atomic, a Beyond, a Remorse vagy a kissé elvontabb The Bedlam.
A megjelent albumok száma ugyan nem tükrözte a metal népszerűségét, de a több tízezres eladási adatok jelzésértékűek voltak. A nyolcvanas évek második felében a magyar médiában sikerült előre törnie a műfajnak. Lénárd László és Cselőtei László 1986 őszén indítják el a Metallica Hungarica rajongói magazint, amely 1989-től a német Metal Hammer magazinnal kooperálva az ország meghatározó keményzenei havilapja lett és azóta is folyamatosan megjelenik. A Magyar Rádióban, a Bartók Rádión hétről hétre hallható volt a Heavy metal kedvelőinek című műsor, ahol a legfrissebb külföldi metal-albumokat játszották le teljes egészében. 1989 januárjában indult a Petőfi adón a Heavy metal magazin heti 40 percben az éjszakai műsorsávban, áprilisban pedig a Rockkalapács tévéműsor a Magyar Televízió kettes csatornáján.

### 1990-es évek
A rendszerváltáskor és az 1990-es éveket a folyamatosan népszerű zenét sugárzó kereskedelmi rádiók (Danubius, Juventus és eleinte a Calypso), a műholdas illetve a kábeltelevíziós rendszerek elterjedése – amivel betört Magyarországra a Music Television – és az 1988-tól piaci alapokra helyezett magán hanglemez- és kazettakiadás jellemezte. A koncertszervezés is piaci alapokra került. Az országot elárasztotta és letarolta a nyugati popzene és a popzenei ipar. Míg korábban csak alkalmilag, immár rendszeresen érkeztek nyugati előadók koncertezni Budapestre. Megszűnt a kultúrpolitika felülről irányított dominanciája. Az alternatív zenei együttesek már szabadon koncertezhettek és jelenthették meg a lemezeiket. Bővült a stílusok sokfélesége és néha keverednek a különböző irányzatok. Megjelent a reggae a Ladánybene 27-nek köszönhetően, valamint a Rapülők és az Animal Cannibals által meghonosított hip-hop műfaj. A hanghordozók piacán a bekelit hanglemezeket felváltották a CD lemezek. 1993-ban elindult a Sziget Fesztivál. Az 1995-1996 közötti rövid életű Top TV után, 1997 és 2001 között sugározta adását a magyar zenetévé a Z+.
Az új helyzetben a régebbi magyar előadók anyagi helyzete megrendült. Az Artisjus kirívóan egyenlőtlenül osztotta el a jogdíjakból származó bevételeket. Sok zenész ezért a nagy koncertek szervezésében látta az anyagi boldogulás lehetőségét, mások magánkiadásban terjesztették műveiket vagy elhagyták a pályát.
Új előadók az időszakban többek között a Bonanza Banzai, a a Republic, Kozso és az általa menedzselt, tinédzsereket célzó különféle lány- és fiúcsapatok, a debreceni Tankcsapda, a győri TNT, a szombathelyi Anima Sound System, a Quimby, a szigetszentmiklósi Pál utcai fiúk és a pécsi Kispál és a Borz.
A popzene mellett megjelent a könnyű műfajban a legfőképp vidéken kedvelt mulatós zene és a lakodalmas rock. A műfaj úttörője a vajdasági 3+2 zenekar volt. Megemlíthető még Galambos Lajos és Zámbó Jimmy személye is. Ezeket a zenéket eleinte főleg magnókazettákon terjesztették különféle vásárokon, piacokon, de a rádiók nem játszották őket.

### 2000-től napjainkig
Az ezredforduló idején ért Magyarországra és vált népszerűvé a nyugati elektronikus zene és a hozzá kapcsolódó DJ-kultúra: az elektronikus zene előadója mint művész, komponista vagy zenész egyre kevésbé számított, helyette a szórakozóhelyen felvételről előadott és egymásra kevert számok egyedi sorrendje, az ún. remix vagy mix által kiváltott érzelmi hatás és a tömegben táncolás élménye vált központivá, amelyet a DJ tesz lehetővé. A diszkók mellett elterjedtek a szokatlan helyeken rendezett kisebb partyk, ahol az alkohol mellett a drogfogyasztás adott további élményeket. Budapesten az évtized végére elterjedt romkocsmák egy része is kedvelt partyhelyszín lett. Engedélyt kapott a működésre az elektronikus zenét is játszó Tilos Rádió. Az alternatív előadók számára nagy jelentőséggel bírt, amikor 2007-től az állami Petőfi Rádió könnyűzenét kezdett el sugározni. 2010-2015 között főleg magyar számokat. Ennek eredményeként indult be többek között Péterfy Bori és Bocskor Bíborka karrierje és számos zenekar lett a szélesebb közönség előtt is ismert.
Az elektronikus zene személytelenségével szemben a korszak új jelensége a könnyűzenei előadók és a bulvármédia megerősödött kapcsolata: a Magyar Televízió mellett az 1997-ben adását megkezdő RTL Klub és TV2 kereskedelmi televízió párosa a külföldi mintákra leporolták a tehetségkutató műsorok régi, jól bevált formátumát és gyakran az évtized elején meghonosított valóságshow-k elemeit beemelve kiszavazó show-műsorokat csináltak belőle (például: Megasztár, X-Faktor). Ezekben a műsorokban valójában olyan fiatal énekeseket kerestek, akiknek a magánélete a tévétársaságokkal együttműködő bulvárlapokban is eladható. Zenekarok vagy együttesek ezért nem is nyertek soha. Egy idő múlva azonban elfogytak Magyarországon a felfedezésre váró igazi tehetségek, és egyre gyengébb képességű énekesek egyre rövidebb karrierjét indították el ezek a műsorok.

## Magyar hanglemezkiadás
Magyarországon az újkori hanglemezkiadás 1951-ben kezdődött. Ebben az évben alapította meg a magyar állam a Magyar Hanglemezgyártó Vállalatot (MHV), amely a korábbi magánkiadókat váltotta fel. Innentől kezdve közel négy évtizeden át Magyarországon szinte kizárólag a szocialista országok márkái (a Melodia, a Supraphon és az Eterna) jelentettek konkurenciát a hazai vállalatnak. A helyzetéből fakadóan a magyar komoly és könnyűzene, valamint színészeink legjava is itt készített felvételeket.
A 60-as évek közepétől megerősödött az export, ekkor vette föl a korábbi Qualiton helyett a cég a Hungaroton márkanevet. A Qualiton a magyar nóta, az ú.n. cigányzene és az operett termékeké maradt, s a hetvenes évektől némi belső piacosítás jegyében a vállalaton belül önálló könnyű zenei márkák jöttek létre (Pepita, Bravó, Krém). A 70-es és 80-as évek jelentették az aranykort: a legnépszerűbb popénekesek és együttesek hamar elérték az akkoriban százezer hanghordozó eladása után járó aranylemezt, a klasszikus kiadványok pedig a jó művészi és technikai minőségnek, valamint a viszonylagosan alacsony áruknak köszönhetően nagy számban terjedtek világszerte. A könnyűzene kereste a több pénzt, de a komolyzene exportjából származó konvertibilis valuta fedezte az import alapanyagok árát.
1980-ban Wilpert Imre érkezésével kezdett változni a helyzet, visszaemlékezéseiben szűrten, de számos érdekes információt közöl a korszak könnyűzenei politikájáról. 1981-ben a Hungarotonon belül megindította a Start labelt. Ennek köszönhetően számos feltörekvő rock- és újhullámos zenekar is megjelenhetett (gyűjteményes) hanghordozón. A Krém lemezmárka pedig zömmel a mainstreamtől eltérő jazz(rock)-együtteseknek, színészek és előadóművészek énekes albumainak adott teret.
A hazai hanghordozó piac 1988-as liberalizálása megtörte a lendületet, aminek oka az lehetett, hogy hirtelen kaphatóvá váltak az addig csaknem elérhetetlen nyugati könnyűzenei hanghordozók. Visszaesett tehát a Hungaroton forgalma, s ráadásul erre az időre vált esedékessé a dorogi hanglemezgyár és raktárház építésére fölvett bankkölcsönök visszatérítése. E kettős nyomás alatt a Hungaroton Magyar Hanglemezgyártó Vállalat kis híján összeroppant. E néven a vállalat felszámolás útján megszűnt, de még azt megelőzően a kiadói tevékenységek új cégekben folytatódtak: a könnyűzene 1992-től a Hungaroton Gong, a komoly és népzene, az irodalom, a mese és más műfajok 1993-tól a Hungaroton Classic márkanév alatt, önálló kft.-kben.
Hosszas előkészületek után 1995-ben privatizálták a Hungarotont. Az állam az archívum ellenőrzésére aranyrészvényt kívánt a magánosított vállalatban, így létrehozta a Hungaroton Music Rt.-t, amelynek tulajdonrésze volt a kft.-kben. Ezt privatizálták, már egy olyan időszakban, amikor a két kiadó kft eredményei felfelé íveltek. A Hungaroton hazai kézben maradása (a Fotex csoport tagja) megkímélte a céget a multinacionális vállalatok sajátos nehézségeitől. Ám természetesen nem kíméli a Hungaroton-t sem a hanglemezpiac általános átalakulása és a zenehallgatási szokások megváltozása.
A digitális forradalom hatására a 2010-es évekre személyi számítógépek, az okostelefonok és különösen az internet elterjedése jelentősen háttérbe szorította a fizikailag létező hanghordozókat és – leginkább a fiatalabb korosztályok körében – az online térbe helyeződtek át a kortárs zene- illetve 
médiafogyasztási szokások. Tömegessé vált a fájlcserélő programok mellett a fizetős vagy reklámokkal megszakított online zene és videószolgáltatások, streaming-ek használata. (Például: Youtube, Spotify, iTunes stb.) Ezzel párhuzamosan a magyar könnyűzenei szereplők, továbbá az elkötelezett rajongóik számára is megnövekedett az élőzenés koncertek, fesztiválok jelentősége. Folyományaként felfutott a hazai fesztiválpiac.

## Állami kitüntetettek a könnyűzenében
Sokáig a könnyűzene a magyar kultúra úgymond megtűrt ága volt, a hivatalos szervek nem vettek tudomást róla, abban az értelemben, hogy államilag nem ismerték el a műfajban tevékenykedő művészeket. A rendszerváltás előtt a változás már észrevehető volt, mivel néhányan (Kovács Kati, Zorán, Koncz Zsuzsa) megkapták a Liszt Ferenc-díjat, valamint ketten (Presser Gábor és Szörényi Levente) az Erkel Ferenc-díjat. A műfajban elsőként 2000-ben az Illés zenekar kapott Kossuth-díjat.
2017-ben Máté Péter születésének 70. évfordulója alkalmából, az Emberi Erőforrások Minisztériuma megalapította a Máté Péter-díjat, hogy a könnyűzenei és dzsessz színtér szereplőit kiemelje a Liszt Ferenc- és az Erkel Ferenc-díj köréből. Minden évben három személy kaphatja meg ezt az állami közép díjat. Elsőként 2018. március 15-én adták át.

### Kossuth-díjasok
- Balázs Fecó (2016)
- Cseh Tamás (2001)
- Demjén Ferenc (2012)
- Földes László (Hobo) (2011)
- Frenreisz Károly (2017)
- Illés-együttes: Bródy János, Illés Lajos, Pásztory Zoltán, Szörényi Levente, Szörényi Szabolcs (2000)
- Koncz Zsuzsa (2008)
- Kovács Ákos (2012)
- Kovács Kati (2014)
- Lovasi András (2010)
- Mándoki László (2024)
- Nagy Feró (2021)
- Omega (együttes): Benkő László, Debreczeni Ferenc, Kóbor János, Mihály Tamás, Molnár György (2013)
- Presser Gábor (2003)
- Sztevanovity Zorán (2006)
- Tátrai Tibor (2021)
- Tolcsvay Béla (2015)
- Tolcsvay László (2024)

### Liszt Ferenc-díjasok
- Balázs Fecó (1998)
- Bergendy István (2011)
- Bródy János (1996)
- Charlie (1997)
- Cseh Tamás (1993)
- Gerendás Péter (1994)
- Koncz Zsuzsa (1977)
- Kovács Kati (1986)
- Omega (együttes): Benkő László, Debreczeni Ferenc, Kóbor János, Mihály Tamás, Molnár György (1987)
- Sztevanovity Zorán (1982)
- Tátrai Tibor (2010)
- Vikidál Gyula (1988)
- Zsolnai Hédi (1977)

### Erkel Ferenc-díjasok
- Lerch István (2009)
- Presser Gábor (1977)
- Szörényi Levente (1983)
- Tolcsvay László (1996)
- Victor Máté (1985)
- Závodi Gábor (2019)

### Máté Péter-díjasok
- Animal Cannibals rap- és hiphopcsapat előadói: Dósa Richárd, (Ricsipí) és Koller László, (Qka MC) (2019)
- Berki Tamás zenész, zeneszerző, egyetemi tanár (2018)
- Borlai Gergő zenész (2023)
- Caramel előadóművész, dalszerző (2018)
- Csuka Mónika énekes-zeneszerző (2020)
- Ferenczi György zenész, szájharmonika-művész, a Rackajam zenekar vezetője (2019)
- Gayer Ferenc jazz-bőgő előadóművész, zenekarvezető (2020)
- Gábor Péter szövegíró, zeneszerző, basszusgitáros, a Bergendy Együttes tagja (2022)
- Ismerős Arcok zenekar tagjai: Galambos Nándor basszusgitáros, Kovacsik Tamás dobos, ütőhangszeres, Leczó Szilveszter billentyűs, Nyerges Attila énekes, szövegíró, Práder Vilmos gitáros, énekes, dalszerző, Tánczos István szaxofonos, énekes (2020)
- Karthago együttes tagjai: Szigeti Ferenc, Takáts Tamás, Gidófalvy Attila, Kiss Zoltán Zéró, Kocsándi Miklós (2021)
- Keresztes Ildikó előadóművész, énekesnő, színésznő (2022)
- Malek Andrea előadóművész, énekesnő (2023)
- Menyhárt János előadóművész, zeneszerző (2021)
- Németh Alajos előadóművész, a Bikini együttes vezetője (2019)
- Patkó Béla Kiki előadóművész, az Első Emelet zenekar frontembere (2021)
- Póka Egon előadóművész, zeneszerző, a Kőbányai Zenei Stúdió ügyvezető igazgatója (2019)
- Poór Péter énekes, előadóművész (2019)
- Rúzsa Magdi előadóművész, dalszövegíró (2018)
- Solti János (2024)
- Szikora Róbert előadóművész, zenész (2023)
- Szulák Andrea előadóművész, énekesnő, színésznő (2022)
- Török Ádám fuvolista, énekes (2019)
- Varga Miklós előadóművész (2022)
- Zeffer András (2024)

### Érdemes művészek
- Ferenczi György zenész, szájharmonika-művész (2024)
- Koncz Zsuzsa énekesnő (1989)
- Presser Gábor zeneszerző, előadóművész (1990)
- Tátrai Tibor zenész, gitárművész (2016)